# Giuseppe Boniventi
Giuseppe Boniventi (Venezia, 1670 – 1727) è stato un compositore italiano.
Fu attivo fra il 1690 e il 1727. Verso il 1707 era maestro di cappella del duca Ferdinando Carlo di Mantova. Dal 1712 al 1718 fu Kapellmeister del margravio Baden-Durlach. La sua produzione è costituita in larga misura da opere.